# Zapotal 3ra. Sección
Zapotal 3ra. Sección är en ort i Mexiko.   Den ligger i kommunen Huimanguillo och delstaten Tabasco, i den sydöstra delen av landet, 600 km öster om huvudstaden Mexico City. Zapotal 3ra. Sección ligger 12 meter över havet och antalet invånare är 418.
Terrängen runt Zapotal 3ra. Sección är mycket platt. Runt Zapotal 3ra. Sección är det ganska glesbefolkat, med 45 invånare per kvadratkilometer. Närmaste större samhälle är Pejelagartero 1ra. Sección, 9,6 km väster om Zapotal 3ra. Sección. Trakten runt Zapotal 3ra. Sección består till största delen av jordbruksmark.